# Féminisme matérialiste
Le féminisme matérialiste est un courant théorique (principalement) français du féminisme radical issu de la deuxième vague féministe qui s'est caractérisé par l'usage d'outils conceptuels issus du marxisme pour théoriser le patriarcat. Il s'est notamment formé autour de la revue Questions féministes.
Pour ce courant, profondément anti-essentialiste, l'origine du patriarcat ne doit surtout pas être cherchée dans une quelconque nature spécifique des femmes, qu'elle soit biologique ou psychologique, mais bien dans l'organisation de la société. Les féministes matérialistes se sont donc attachées à analyser les « rapports sociaux de sexe » (c'est-à-dire le genre), comme un rapport entre des classes sociales antagonistes (la classe des hommes et la classe des femmes), et non entre des groupes biologiques.
La perspective politique qui en découle est donc révolutionnaire, car la lutte des classes de sexe doit aboutir à la disparition de ces classes et donc du genre.

## Histoire

### Contexte historique
Dans les années 1960, et en particulier à la suite de mai 1968, le féminisme connaît une « seconde vague », avec en France le Mouvement de libération des femmes (MLF). Très vite, trois tendances distinctes émergent et s'opposent :
- le courant lutte des classes qui tend à réduire l'oppression des femmes à un résultat du capitalisme ;
- un courant différentialiste Psychanalyse et Politique, qui mobilise la psychanalyse pour défendre l'idée que les femmes et les hommes sont différents par essence et que l'objectif du mouvement doit être la revalorisation du féminin ;
- le courant radical et anti-essentialiste qui considère le patriarcat comme un système irréductible au capitalisme, et que c'est l'oppression qui crée les classes des femmes et des hommes et donc que la lutte des femmes doit mener à terme à l'abolition de ces classes. Elles se font à l'époque appeler « féministes révolutionnaires », puis se tourneront progressivement à la fin des années 1970 vers l'expression « féministes radicales ». C'est au sein de cette tendance qu'est apparu le féminisme matérialiste.

Les premiers éléments du féminisme matérialiste apparaissent en même temps que la naissance du mouvement de libération des femmes.
En effet, dès mai 1970, avant même la formation du MLF, un groupe de femmes (parmi lesquelles Monique Wittig), réussissent à faire publier par L'Idiot international « Combat pour la libération de la femme » (malgré un changement du titre par la revue, l'article devant initialement s'appeler « Pour un mouvement de libération des femmes ») un article qui, déjà, analyse l'oppression des femmes en termes de classes de sexe antagonistes.
À l'automne de cette même année et après avoir essuyé plusieurs refus du Monde, plusieurs militantes du MLF parviennent à arracher à la revue d'extrême gauche Partisans un numéro spécial sur les femmes intitulé « Libération des femmes année 0 ». Elles y développent des analyses du patriarcat reprenant à leur compte la méthode matérialiste d'analyse des rapports sociaux développée par Marx. En particulier, dans « L'ennemi principal », Christine Delphy insère l'exploitation des femmes au foyer dans le cadre plus large du mode de production domestique, dévoilant ainsi l'aspect économique de cette oppression.
Dans le milieu de la recherche, Nicole-Claude Mathieu publie en 1971 « Notes pour une définition sociologique des catégories de sexe » dans la revue Épistémologie sociologique. Elle y défend, à l'encontre du naturalisme dominant même dans les sciences sociales, l'importance de définir les hommes et les femmes comme des catégories sociales, ainsi que la nécessité d’étudier ces deux catégories de manière relationnelle et non séparément.
Cependant, ce n'est qu'en 1975 que l'expression « féminisme matérialiste » est finalement forgée par Christine Delphy.

### Constitution du courant
En parallèle de la lutte militante, le besoin pour ces féministes radicales d'espaces qui permettent de développer et d'exposer leurs idées se fait cruellement sentir, les revues politiques « généralistes » n'acceptant pas systématiquement leurs articles, les nombreuses publications féministes qui voyaient le jour depuis 1970 étaient des journaux militants, qui ne publiaient pas d’articles longs, et de nombreuses recherches féministes ne trouvaient pas leur place dans le milieu universitaire car elles étaient jugées trop subversives.
La première revue théorique de ce courant, Questions féministes, est fondée en 1977 avec Simone de Beauvoir comme directrice de la publication. Elle a pour ambition de jeter un pont entre la recherche et le militantisme, les articles y étant publiés devant se plier à une certaine rigueur scientifique, tout en étant idéologiquement guidés par une orientation proprement politique. Christine Delphy, Nicole-Claude Mathieu, Colette Guillaumin, Paola Tabet, Monique Wittig, Monique Plaza, Emmanuèle de Lesseps y publient de nombreux articles qui restent à ce jour des références importantes du féminisme.
En 1980, le Feminist Forum de Berkeley lance la revue Feminist Issues qui publie des traductions en anglais de leurs articles.
La même année, cependant, une scission apparaît dans le groupe, autour de la question du lesbianisme radical. En effet, un groupe nommé « les lesbiennes de Jussieu », partant de la critique de l'hétérosexualité comme lieu et moyen principal de l'oppression des femmes, arrive à la conclusion que les femmes hétérosexuelles sont des « collabos ». Une partie du collectif s'insurge contre cette vision des choses, tandis que l'autre se solidarise à la position dans son ensemble mais contestent le terme « collabo » qu'elle voit comme une injure. Ces dernières considéraient dans un premier temps que les deux camps pouvaient continuer à travailler ensemble en exprimant dans la revue leurs divergences, mais c'était pour les autres nier la réalité politique du conflit. La dissolution du collectif est donc décidée d'un commun accord.
En 1981 paraît le premier numéro de la revue Nouvelles Questions féministes, qui continue de paraître aujourd'hui, autour des membres du collectif qui s'étaient opposées à la ligne lesbienne radicale, dont Christine Delphy et toujours avec Simone de Beauvoir comme directrice de la publication.
Dans les années 1990, en réaction à l’émergence d’un féminisme identifié comme « postmoderne », l’idée d’un courant matérialiste qui se serait développé dans la revue Questions féministes commence véritablement à prendre corps. Jusque-là, l'expression « féminisme matérialiste » n'était presque pas utilisée, ou ne faisait référence qu'au seul travail de Delphy. Certaines féministes, comme Nicole-Claude Mathieu, qui n'employaient alors que peu le terme « matérialisme », commencent vers cette époque à s'en revendiquer. Dans les années 2000 certaines autrices, comme Danièle Kergoat ou Anne-Marie Devreux, ayant parcouru des chemins théoriques différents commencent elles aussi à s'en revendiquer.

### Influence et évolution
Bien qu'étant né en France, le féminisme matérialiste n'est pas un courant spécifiquement français ni francophone. En effet, parmi les théoriciennes historiques on retrouve Paola Tabet qui est italienne. En Angleterre l'approche matérialiste a été reprise et défendue par les sociologues Lisa Adkins, Diana Leonard et Stevi Jackson. Au Québec les chercheuses Danielle Juteau et Nicole Laurin ont beaucoup contribué à son introduction dans le milieu féministe canadien et à son développement. Le féminisme matérialiste a aussi fortement influencé la chercheuse en psychologie américaine Gail Pheterson.
Le féminisme matérialiste a eu une influence importante sur la théorie queer, notamment à travers la réappropriation par Judith Butler de la critique de l’hétérosexualité de Monique Wittig ainsi que de ses réflexions sur la matérialité du langage.
Le féminisme matérialiste reste aujourd'hui une tradition influente et vivante sur la scène intellectuelle francophone. Ses évolutions récentes sont notamment allées dans le sens d'une prise en compte de l’intersectionnalité.
Par exemple, la chercheuse lesbienne radicale Jules Falquet a construit en 2016 le concept de « combinatoire straight » qui lui permet, à l'aide des outils conceptuels féministes matérialistes tels que le sexage de Guillaumin, et la pensée straight de Wittig, de penser l'imbrication des rapports sociaux de sexe, de race de classe.
La chercheuse au CNRS et enseignante Ilana Eloit soutient en 2018 une thèse reprenant l'idée de la politisation du lesbianisme dans les courants féministes des années 1970. De même, des militantes féministes et trans, lancent en 2018 le site web Questions Transféministes, dont l'objectif est de produire des analyses sur les questions trans inspirées par le féminisme radical et matérialiste. Le 30 mars 2019, a lieu à l'ENS de Lyon la journée d’études : « Matérialismes trans », qui se propose de réunir des théoriciennes et/ou militantes travaillant sur des problématiques trans à travers une approche matérialiste, afin d’offrir une première plateforme collective à ce courant dans l’espace francophone.

## Thèses

### Matérialisme
Les féministes matérialistes reprennent de Marx l'idée que ce sont les rapports sociaux qui forgent les mentalités et qui sont moteurs de l'histoire à travers une lutte entre les classes antagonistes créées par ces rapports sociaux. Réciproquement les classes antagonistes sont le produit de l'histoire, et ne lui préexistent pas sous forme d'idée ou d'essence.
Cependant, là où Marx, puis les féministes marxistes après lui[réf. nécessaire], ne reconnaissent que l'antagonisme prolétaires/capitalistes et gardent une vision idéaliste de la situation des femmes, les féministes matérialistes analysent l'antagonisme femmes/hommes comme des rapports sociaux de classe au même titre que ceux socio-économiques stricts, et aussi susceptibles d'avoir avec eux divers recoupements, ce en quoi il y a surtout une opposition avec le féminisme libéral. En parallèle du mode de production capitaliste qui organise l'exploitation des prolétaires par les capitalistes, elles mettent en lumière le mode de production domestique qui organise l'exploitation des femmes par les hommes et qui coexiste et s'imbrique avec le mode de production capitaliste. Pourtant, il faut souligner un paradoxe : le féminisme matérialiste est, semble-t-il, une école de pensée qui nie essentiellement la matière : "la critique du tout biologique" conduit à "la négation de la biologie", ce qui est d'ailleurs, très loin de l'œuvre fondatrice de Simone de Beauvoir. Autrement dit, le féminisme matérialiste resterait à construire.

### Contre l'idéologie naturaliste
Pour les féministes matérialistes, l'oppression des femmes n'est nullement due à une quelconque nature biologique ou essence métaphysique. Elle est au contraire pensée comme purement sociale et comme définissant les catégories « femmes » et « hommes ». Le naturalisme est analysé comme l'idéologie de la domination par excellence, car en faisant des catégories de notre société des essences éternelles, il nie qu'elles sont des produits de l'histoire et donc de la domination, et qu'ayant été construites elles peuvent aussi être détruites. Elles s'opposent donc à tout discours qui tenterait d'expliquer la situation des femmes par une quelconque caractéristique interne à ce groupe, notamment celles d'ordre anatomique, comme la capacité d'enfanter ou une faiblesse physique des femmes relativement aux hommes ainsi que celles d'ordre psychologique ou psychanalytiques qui présupposent une psyché différente pour les hommes et les femmes. D'autant que traditionnellement, la nature ne sert qu'à décrire les femmes, qui auraient un lien spécial avec elle, un corps plus biologique, lié à la maternité, tandis que les hommes peuvent se penser comme des êtres purement sociaux.

### Contre la différence
La différence entre les femmes et les hommes étant vue comme le produit de l'oppression, mettre fin à l'oppression serait mettre fin à ces catégories, c'est-à-dire retirer toute signification sociale au sexe anatomique. Sans l'oppression, il resterait bien des individus mâles, femelles et intersexes, mais cela ne conditionnerait plus leur existence sociale et leur identité, la société ne les verrait plus comme des groupes différents mais ne verrait que des individus différents. En cela, les matérialistes s'opposent aux féministes différentialistes pour lesquelles les hommes et les femmes sont différents par nature et l'objectif du féminisme serait de revaloriser le « féminin » pour atteindre « l'égalité dans la différence ».
Christine Delphy dénonce cette vision comme un piège car même si cette revalorisation était possible, elle ne permettrait qu'une égalité entre groupes et non entre individus. Les membres de chaque groupe devraient alors se conformer aux normes de leur groupe pour être reconnu et abandonner leur individualité, ce qui irait à l'encontre du principe de libérations des femmes (et non de la femme).
De plus, implicitement, selon elle, le terme « différence » contient la hiérarchie entre les termes qui diffèrent. On dit « différer de », ce qui implique un référent, une norme, auquel « le reste », « les autres », sont comparés, assujettis. Elle estime que cela apparaît d'autant plus clairement lorsque l'on parle de « droit à la différence », car la norme apparaît clairement comme un pouvoir auquel on va demander une autorisation.

### Mode de production domestique
Forgé par Christine Delphy dès 1970 dans « L'ennemi principal », le concept de mode de production domestique est vu comme le système économique principal d'exploitation des femmes, celui qui se cache derrière ce qu'on nomme dans le langage courant « tâches ménagères ».
En s'appuyant sur ses recherches sociologiques sur la transmission du patrimoine, elle met au jour un nouveau mode d'extorsion de travail, qui coexiste avec l'extorsion capitaliste. En effet, dans les exploitations rurales, à la mort du père, seul un des fils devient propriétaire de la terre puis, ses frères déshérités ainsi que son épouse vivent avec lui, sont entretenus par lui mais surtout travaillent gratuitement pour lui. En rappelant qu'historiquement la famille a toujours été un lieu de production économique, et continue de l'être de manière assez visible dans les sociétés rurales, chez les commerçants et artisans, et chez les médecins et avocats dont la femme fait régulièrement gratuitement le travail de secrétaire, elle redéfinit les tâches ménagères comme un cas particulier du travail domestique : le travail effectué dans le cadre du mariage par les femmes pour leur mari.
Il ne s'agit donc pas de se focaliser sur la nature des tâches effectuées (comme le ménage, la vaisselle, etc.), mais sur le rapport de production dans lequel elles ont lieu : qui travaille pour qui et dans quelles conditions. Le mariage apparaît donc comme un contrat de travail par lequel le chef de famille – le mari – s’approprie tout le travail effectué par la femme en échange de son entretien.
Ce rapport d'exploitation, dans la mesure où l'écrasante majorité des femmes est mariée permet de définir les femmes en tant que classe exploitée. D'autant que les femmes qui vendent leur force de travail sur le marché de l'emploi pâtissent aussi de la situation, car les bas salaires qui leur sont réservés, et qui sont une conséquence de l'institution du mariage, les incitent à trouver un mari. Elles ont donc le choix entre la précarité ou alors le mariage ce qui revient à une double journée de travail.
De plus, à cette exploitation individuelle vient s'ajouter une exploitation collective des femmes par les hommes. Celle-ci apparaît notamment lors des divorces où la charge matérielle des enfants, qui faisait partie du travail gratuit effectué dans le cadre du mariage, continue de peser exclusivement sur les femmes et est redoublé de la charge financière. En réalité, cette responsabilité exclusive des femmes vis-à-vis des enfants, préexiste au mariage, dure pendant le mariage et y survit. Sur cette exploitation collective se greffe l’appropriation individuelle du travail d’une femme par son mari. En effet, il la rend « souhaitable » car si le mari s’approprie la force de travail de sa femme, participe en revanche à son entretien financier et à celui des enfants, et « allège » ainsi le fardeau de la femme.

### Sexage
Le sexage est le rapport social d'appropriation des femmes par les hommes tel que théorisé par Colette Guillaumin. Selon elle, ce n'est pas uniquement la force de travail des femmes qui est appropriée, mais leur corps tout entier. En cela, la situation des femmes serait donc plus proche de celle des serfs et des esclaves que de celle des prolétaires. Elle forge donc le terme « sexage » en référence aux termes « servage » et « esclavage ».
Elle distingue deux formes d'appropriation sociale des femmes :
L'appropriation privée qui est l'expression légalisée de l'appropriation à travers l'institution du mariage. Elle se manifeste par la gratuité du travail que la femme effectue pour le mari, par la propriété du père sur les enfants dont le nombre n'est pas fixé à l'avance et par la prise de possession physique du corps de la femme, et son usage physique, que sanctionne en cas de « différend », la contrainte, les coups.
L'appropriation collective de la classe des femmes par celle des hommes, qui se manifeste dans le fait que toujours et partout, dans les circonstances les plus « familiales » comme les plus « publiques », on attend que les femmes (la femme, les femmes) fassent le nettoyage et l'aménagement, surveillent et nourrissent les enfants, balayent ou servent le thé, fassent la vaisselle ou décrochent le téléphone, recousent le bouton ou écoutent les vertiges métaphysiques et professionnels des hommes, etc.. On peut aussi voir une manifestation de l'appropriation collective dans le harcèlement de rue, les femmes y étant vues comme des objets constamment disponibles que les hommes n'auraient qu'à aller piocher.
Cependant, comme dans tout système social, il y a des contradictions internes dans le sexage :
L'appropriation collective permet l'appropriation privée, pour « prendre femme » sans devoir en passer à chaque fois par le rapt ou la guerre, il faut que les hommes aient déjà solidement établi l’idée (et le fait) que les femmes sont évidemment disponibles pour le mariage, mais elle est aussi contredite par elle. En effet, si le mariage exprime le sexage, il le limite aussi en restreignant l'usage collectif d'une femme et en faisant passer cet usage à un seul individu. Cet homme prive du même coup les autres individus de sa classe de l'usage de cette femme déterminée, qui, sans cet acte, resterait dans le domaine commun.
Une seconde contradiction intervient entre l'appropriation des femmes, qu'elle soit collective ou privée, et leur ré-appropriation par elles-mêmes, leur existence objective de sujet social : c'est-à-dire la possibilité (en France depuis 1965) de vendre de leur propre chef, leur force de travail sur le marché classique.
D'après Guillaumin, ces deux contradictions commandent toute analyse des rapports de classes de sexe.

### Critique des analyses marxistes

#### Analyses marxistes traditionnelles
En réaction à l'émergence du mouvement de libération des femmes et des premières théorisations qui émergeaient, les intellectuels marxistes (comme Claude Alzon qui a publié « La femme potiche et la femme bonniche » en 1973), qui jusque là ne s'étaient pas vraiment intéressés à la question, ont dû élaborer leurs propres conceptions de l'oppression des femmes. Les premières tentatives ont consisté à dire que les femmes étaient opprimées, mais pas exploitées, et à placer l'oppression des femmes sur le terrain idéologique (par opposition au matériel, l'économie). En effet, il s'agissait de maintenir l'idée que les seuls rapports matériels importants étaient ceux liés au travail salarié, et qu'une fois la société capitaliste renversée, les idées et institutions sexistes disparaitraient d'elles-mêmes. Un de leurs arguments rhétoriques consiste à brandir l’épouvantail de « la bourgeoise », pour affirmer sans argumenter que seules les femmes prolétaires sont opprimées, et le sont en tant que prolétaires et non en tant que femmes.
Pour Christine Delphy et Diana Leonard, cette distinction entre oppression et exploitation est non seulement mensongère (les femmes sont bien exploitées), mais c’est aussi le signe de la misogynie de ces marxistes, pour qui les femmes ne sont pas dignes d'être exploitées pour elles-mêmes. Elles critiquent aussi leur vision selon laquelle l'économie se réduirait au marché, et le travail au travail salarié. Delphy a elle-même montré qu’il existe un mode de production domestique au sein de la famille, et que l’exploitation domestique est une exploitation économique du travail des femmes effectué dans le cadre familial.
À propos de la « bourgeoise », Delphy note qu’elle est souvent plus haïe que le bourgeois lui-même et que les raisons de cette haine sont justement la preuve qu’elle est bien traitée comme une femme comme les autres. Pour elle, face à l’impuissance ressentie face au bourgeois il semble plus facile de s’attaquer à ses possessions, et la femme de bourgeois est bien vue comme la possession du bourgeois. De plus, le peu de pouvoir qu’elle a est perçu comme usurpé, il ne provient pas d’elle-même mais de son mari, et il lui permet dans certaines situations d’échapper au traitement subordonné qui est celui normalement réservé aux femmes. C’est donc bien de son statut de possession qu’elle tire ses quelques privilèges, et c’est le fait qu’elle échappe en partie à son infériorité qui énerve.

#### Analyses féministes marxistes
Delphy et Leonard notent que contrairement aux analyses marxistes traditionnelles, les féministes marxistes considèrent que les femmes sont bien exploitées, et prennent en compte le travail domestique. On peut le voir à travers le Domestic Labour Debate (débat sur le travail ménager) qui a eu lieu au Royaume-Uni dans les années 1970 et qui s’interrogeait sur la manière d'intégrer ce travail dans la théorie marxiste de la valeur et de la plus-value. Cependant, elles considèrent que les rapports entre les hommes et les femmes sont dominés, voire produits par le capitalisme. Elles ont cherché à montrer, en distinguant la « reproduction de la force de travail » (effectuée par les femmes) et la « production de marchandises », que le travail ménager est nécessaire au système capitaliste et profite économiquement aux capitalistes.
Ces approches se distinguent aussi politiquement des précédentes, car elles placent les femmes de la classe ouvrière sur un pied d'égalité avec les hommes, certaines les plaçant même à l'avant-garde du mouvement révolutionnaire anticapitaliste.
Cependant, ces analyses ne constituent pas des explications matérialistes de la division du genre car les catégories de genre sont intégrées dans leurs prémisses. Tout comme chez les marxistes traditionnels, le capitalisme reste le seul et unique système auquel tout le reste doit être relié. Tout en le déplorant, Delphy et Leonard notent que cela provient d'une bonne intention politique : en rattachant l'oppression des femmes au capitalisme, les féministes marxistes cherchent à se donner une légitimité politique. Elles espèrent convaincre leurs partenaires ou collègues masculins de se préoccuper de cette « nouvelle » oppression qui peut être expliquée avec des concepts existants. Ce faisant, elles ne s’intéressent aux femmes qu’à travers les hommes auxquels elles sont attachées, validant ainsi les prémisses de la pensée patriarcale, sous une apparence féministe. Les bénéfices que retirent les hommes prolétaires de l’exploitation des femmes sont négligés et leur pouvoir patriarcal n’est pas critiqué. Le but politique de cette approche est finalement de rattacher les femmes (de) prolétaires à la lutte anticapitaliste.
De même, Delphy et Leonard jugent sévèrement la distinction entre production et reproduction. Pour elles, construire une théorie du patriarcat qui voit les femmes comme ne servant qu’à la reproduction des travailleurs, cela revient à réinjecter l'idéologie patriarcale et naturaliste (qui ne pense les femmes qu’en tant qu’elles sont strictement nécessaires à la reproduction de l’espèce et qui occulte tout le travail qu’elles effectuent) dans le concept de patriarcat. De plus, le terme « reproduction » porte à confusion : parle-t-on de la reproduction biologique, de la reproduction de la force de travail (le renouvellement des "bras" nécessaires pour le travail), ou de la reproduction sociale (la reproduction de la division en classe de la société, et la répartition des nouveaux individus dans ces classes) ?
Nicole-Claude Mathieu est aussi très critique vis-à-vis des approches qui présentent les femmes comme des « reproductrices de producteurs ». Elles tendraient à faire disparaître les femmes de la main d’œuvre de la production, et masqueraient les rapports de production entre hommes et femmes. Enfin, la maternité étant pensée comme une donnée immédiate, et donc naturalisée, elle considère que ces approches empêchent une analyse sociologique de la reproduction elle-même, comme celle qu'a construit Paola Tabet.
Face à l'insistance des féministes marxistes de mettre l'accent sur la solidarité entre hommes et femmes et donc le refus de voir des antagonismes sociaux entre eux, Delphy fait le rapprochement avec l'idée de la nécessité et de la naturalité de l'hétérosexualité et voit là l'un des derniers remparts de l'idéologie patriarcale, un rempart qui une fois abattu permettrait de mettre au clair les rapports entre féminisme et lesbianisme.

### Critique de l'hétérosexualité
Pour Monique Wittig, l’hétérosexualité est un régime politique fondé sur l’esclavage des femmes, et les lesbiennes sont des fugitives, des esclaves en fuite.
En reprenant les théorisations de Christine Delphy et Colette Guillaumin sur le mode de production domestique et le sexage, elle rend explicite les systèmes de pensée qui tiennent ces institutions en place. Elle nomme « pensée straight » l'idéologie de l'hétérosexualité, un ensemble de concepts comme « homme », « femme », « différence », qui sont implicites dans la plupart des disciplines, théories et courants qui s’intéressent à l’humain et à la société. En présupposant les catégories « homme » et « femme » et ainsi que la nécessité de l'autre-différent, la pensée straight ne peut pas concevoir une culture, une société où l'hétérosexualité n'ordonnerait pas toutes les relations humaines ainsi que la psyché des individus.
Par exemple, la psychanalyse prétend étudier un inconscient qui serait universel, mais dans lequel presque tous les concepts, comme le désir, le complexe d’Œdipe, la castration et le meurtre du père, présupposent justement comme base, et de façon discriminante, hiérarchique, les catégories « homme » et « femme » et l’hétérosexualité.
De même, l’anthropologie structuraliste de Claude Lévi-Strauss voit dans l'« échange des femmes » par le mariage une structure universelle des sociétés humaines ainsi que du fonctionnement de l'esprit humain.
Ces discours donnent une description « scientifique » de la réalité sociale où les humains sont donnés comme invariants, indépendants de l'histoire et des conflits de classe. Ils effectuent donc un brouillage pour les opprimés, en leur faisant perdre de vue la cause matérielle de leur oppression.
Ainsi, pour Wittig, la transformation des rapports économiques (le mode de production domestique et le sexage) ne suffit pas et il faut s’attaquer aux catégories de sexe elles-mêmes, et cela passe par la transformation du langage qui est aussi un ordre de la matérialité.
En effet, il ne s’agit pas que de lutter contre l’oppression en vue de son abolition, mais aussi de se constituer comme sujet ici et maintenant, en dépit de l’oppression. C’est là l’un des échecs du marxisme, qui en refusant la qualité de sujet aux membres des classes opprimés, les a condamnés à ne pas combattre pour eux-mêmes mais pour le parti et ses organisations. Il faut donc détruire la catégorie de sexe et commencer à penser au-delà d'elle pour pouvoir commencer à penser vraiment, et de la même manière il faut détruire les sexes en tant que réalités sociologiques afin de pouvoir commencer à exister.
Pour Wittig, « lesbienne » est un des seuls concepts qui soient déjà soit au-delà des catégories de sexe. En effet, en échappant à l’appropriation privée par le mariage, au domaine du pensable par la pensée straight, les lesbiennes ne seraient pas des femmes, ni économiquement, ni politiquement, ni idéologiquement.
Reprenant à Rousseau le concept de contrat social, elle parle de contrat hétérosexuel. Ce concept lui paraît pertinent car il implique une idée de choix individuel et d'association volontaire. Pour s'arracher à l'ordre hétérosexuel, les femmes doivent s’enfuir une par une, rompre avec le contrat social hétérosexuel et former des « associations volontaires » entre elles. C’est ce que font les femmes mariées qui fuient leur mari, ainsi que les lesbiennes, qui sont pour Wittig des femmes marrons, des échappées – en partie – de leur classe.
Selon Wittig, cette position d’extériorité vis-à-vis du contrat hétérosexuel permettrait aux lesbiennes mieux que quiconque de questionner politiquement la société hétérosexuelle, les catégories de sexe, et l’oppression des femmes par le mariage.

### Matérialisme trans
Le matérialisme trans s'est fondé au début des années 2000, en opposition à la théorie queer, en reprenant les bases théoriques du féminisme matérialiste et en l'adaptant pour répondre aux réalités matérielles des personnes trans tout en s'écartant de précédentes théoriciennes qui ont assimilé les dérives de la théorie queer aux études trans en général.
Il considère que la théorie queer a pris un tournant libéral à la fin des années 1990 par un glissement du collectif vers le subjectif, un glissement des rapports sociaux vers l'individu et se propose donc de faire une analyse au travers des principes féministes matérialistes de classe de sexe, notamment.
Il se fonde sur plusieurs principes :
- L'antinaturalisme

Au même titre que le féminisme matérialiste fonde son analyse sur le principe de l'antinaturalisme, le sexe est « une appartenance de classe liée a une position sociale et non […] des données naturelles intangibles et biologiquement discrètes ». Pauline Clochec ajoute à cela que la naturalisation des classes de sexe et donc que la pensée que la transidentité est « contre nature » sont un « acte idéologique de légitimation du patriarcat et de l'hétérosexualité »
- La transition

Le matérialisme trans analyse la transition comme fait social plutôt que comme processus psychologique qui, n'étant pas observables, n'ont qu'une valeur scientifique limitée. Il propose de considérer la transition comme un transfuge de sexe, directement inspiré du concept de transfuge de classe, qui peut être soit une « promotion » dans le cas d'un homme trans, soit un « déclassement » dans le cas d'une femme trans. Ce processus de transfuge comprend le « regenrement », aussi appelée expérience de vie réelle, que Milbank décrit comme une violence du corps médical envers les femmes trans pour forcer le déclassement, dans le cas d'un homme trans, elle considère ces violences non pas comme un « regenrement » mais comme une tentative d'éviter la « promotion » qui aurait pour effet de dénaturaliser le patriarcat : « Les transitions font les frais de la représentation sociale du sexe masculin quelle que soit leur direction : s'il est impensable de l'acquérir, il est vraisemblablement interdit de le quitter ».
Le matérialisme trans ne limite pas la transition au fait médical, mais y incorpore tous les changements opérés par un individu menant à sa « promotion » ou à son « déclassement ».
Considérer la transition comme un transfuge de sexe permet au matérialisme trans, contrairement à la théorie queer, d'éviter l'altérisation, voulue par le principe de subversion du genre, et le regroupement des personnes trans dans un troisième genre et d'éviter d'extraire la transitude de son contexte socioculturel. Emmanuel Beaubatie analyse d'ailleurs cette subversion du genre comme un effet non voulu et non essentiel d'une personne trans et relie ce besoin de subversion à la mobilité sociale induite par le transfuge. Il relève également que le besoin de conformation aux normes de sexe est inversement proportionnel au capital social et économique.
- La perspective politique

Là où la théorie queer est parfois considérée par les militants se réclamant du matérialisme trans comme un « développement personnel », le matérialisme trans se propose d'analyser des faits sociaux pour en tirer des conclusions qui peuvent être transformées en revendications et être portées politiquement à une échelle globale, à la manière du matérialisme dialectique.

#### Sources primaires
- Colette Capitan, La Nature à l'ordre du jour, 1789-1793, Paris, Kimé, 1993.
- Christine Delphy, « L'Ennemi principal », Partisans, « Libération des femmes année 0 », 54-55, novembre 1970 ; rééd. Paris, Maspero.
  - « Pour un féminisme matérialiste », L'Arc, « Simone de Beauvoir et la lutte des femmes », 61, 1975, p. 61-67.
  - « Proto-féminisme et anti-féminisme », Les Temps Modernes, 346, mai 1975.
  - « Nos amis et nous », Questions Féministes, 1, novembre 1977.
  - Christine Delphy, « «LA PASSION SELON WITTIG» », Nouvelles Questions Féministes, nos 11/12,‎ 1985, p. 149?156 (lire en ligne, consulté le 1er novembre 2018).
  - « Penser le genre, quels problèmes ? », in Marie-Claude Hurtig et Marie-France Pichevin (dir.), Sexe et genre, de la hiérarchie entre les sexes, Paris, CNRS, 1991.
  - L'Ennemi principal 1, Économie politique du patriarcat, Paris, Syllepse, 1998.
  - L'Ennemi principal 2, Penser le genre, Paris, Syllepse, 2001.
  - et Chaperon Sylvie (dir.), Le Cinquantenaire du Deuxième sexe, Paris, Syllepse, 2001.
- Colette Guillaumin, « Pratique du pouvoir et idée de nature », Questions féministes, 2-3, 1978.
  - Sexe, race et pratique du pouvoir : l'idée de nature, Paris, Côté-femmes, 1992.
- Hurtig Marie-Claude, Kail Michèle et Rouch Hélène (dir.), Sexe et genre, de la hiérarchie entre les sexes, Paris, CNRS, 1991 ; réédition 2002.
- Emmanuèle de Lesseps, "Variations sur un thème commun", Questions Féministes, 1, p. 7-12, novembre 1977.
  - « Le Fait Féminin : et moi ? », Questions Féministes, 5, février 1979.
  - « Hétérosexualité et féminisme », Questions Féministes, 7, février 1980.
  - « Sexisme et racisme - Les meurtres sexuels/sexistes », Questions Féministes, 7, février 1980.
  - « Le viol », Partisans, « Libération des femmes année zéro », 54-55, juil-oct 1970 ; rééd. F. Maspero, 1972.
  - « 3 ans de M.L.F. » (avec Claude Hennequin), Actuel, octobre 1972.
- Nicole-Claude Mathieu, L'Anatomie politique. Catégorisations et idéologies du sexe, Paris, Côté-femmes, 1991.
  - (dir.), L'Arraisonnement des femmes, essais en anhropologie des sexes, Paris, EHESS, 1985.
- Monique Plaza, « Pouvoir « phallomorphique » et psychologie de « La femme »», Questions Féministes, 1, 1978, p. 91-119.
  - L'Écriture et la folie, Paris, P.U.F., 1986.
- Paola Tabet, La Construction de l'inégalité des sexes : des outils et des corps, Paris, L'Harmattan, 1998.
- Monique Wittig, « La Pensée straight », Questions Féministes, 7, février 1980.
  - « On ne naît pas femme », Questions Féministes, 8, mai 1980.
  - « À propos du contrat social », in Didier Eribon (dir.), Les Études gay et lesbiennes, Paris, Centre Georges Pompidou, 1998, p. 57-64.
  - La Pensée straight (The Straight Mind and Other Essays, Boston, Beacon Press, 1992), Paris, Balland, 2001 (Modernes).

#### Sources secondaires
- Lisa Adkins et Diana Leonard, Sex in Question, French Materialist Feminism, Londres, Taylor & Francis, 1996.
- Hennessy Rosemary et Ingraham Chrys (dir.), Materialist Feminism, New York et Londres, Routledge, 1997.
- Helena Hirata, Françoise Laborie, Hélène Le Doaré et Danièle Senotier (dir.), Dictionnaire critique du féminisme, Paris, PUF, 2001.
- Stevi Jackson, Christine Delphy, Londres, Sage "Women of Ideas", 1996.